# Condong
Le condong est une danse balinaise. Elle est souvent exécutée pour introduire le legong et accompagnée du style de gamelan semar pangulinan. Ce terme fait aussi référence à un personnage-type, une servante, que l'on trouve dans la danse du condong, ainsi que dans les danses legong, gambuh et arja.

## Histoire

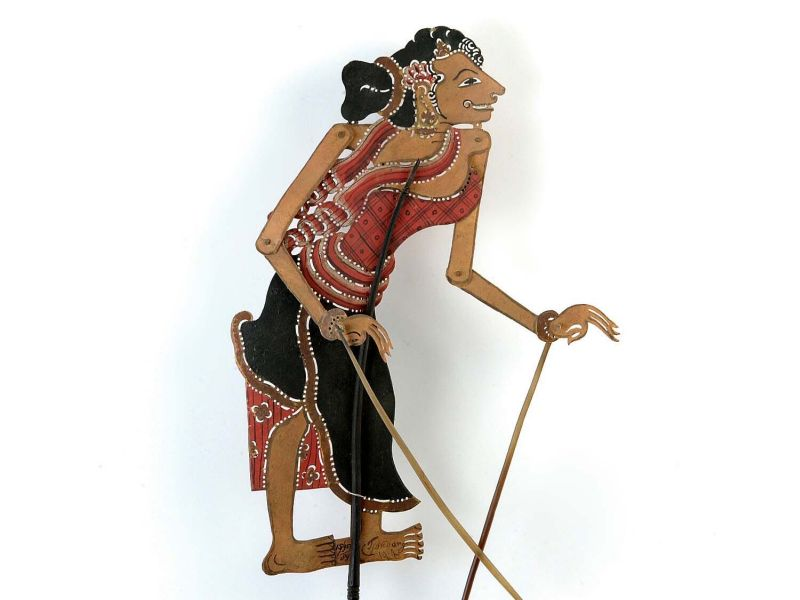
Une figure de condong en wayang kulit (marionnettes), avant 1900

La danse du condong apparait dans les palais de Bali au milieu du XIXe siècle. Son créateur n'est pas connu , mais une légende raconte qu'un prince de Sukawati, gravement malade, eut une vision de deux belles filles dansant gracieusement accompagnées de musique de gamelan ; après avoir guéri, ce prince a recréé la danse qu'il avait vue . Il racontait à l'origine l'histoire de deux bidadari (nymphes) nommées Supraba et Wilotama. Une autre version, qui existe depuis les années 1930, met en scène un roi ou une reine et son sujet.
Dans les représentations actuelles, le danseur de condong joue le rôle du sujet. La chorégraphe Ni Ketut Arini décrit le danseur de condong comme représentant un serviteur du palais, en admiration devant le roi.
Le condong compte des mouvements simplifiés du legong . Considéré comme simple, le condong est appris par des enfants.
Afin de préserver cette danse balinaises, des actions sont mises en place, comme des compétitions d'enfants. Les mouvements de condong furent adaptés à des créations plus récentes, dont le panyembrama (I Wayan Berata ; 1971), qui comprend aussi des mouvements de legong.

## Représentation

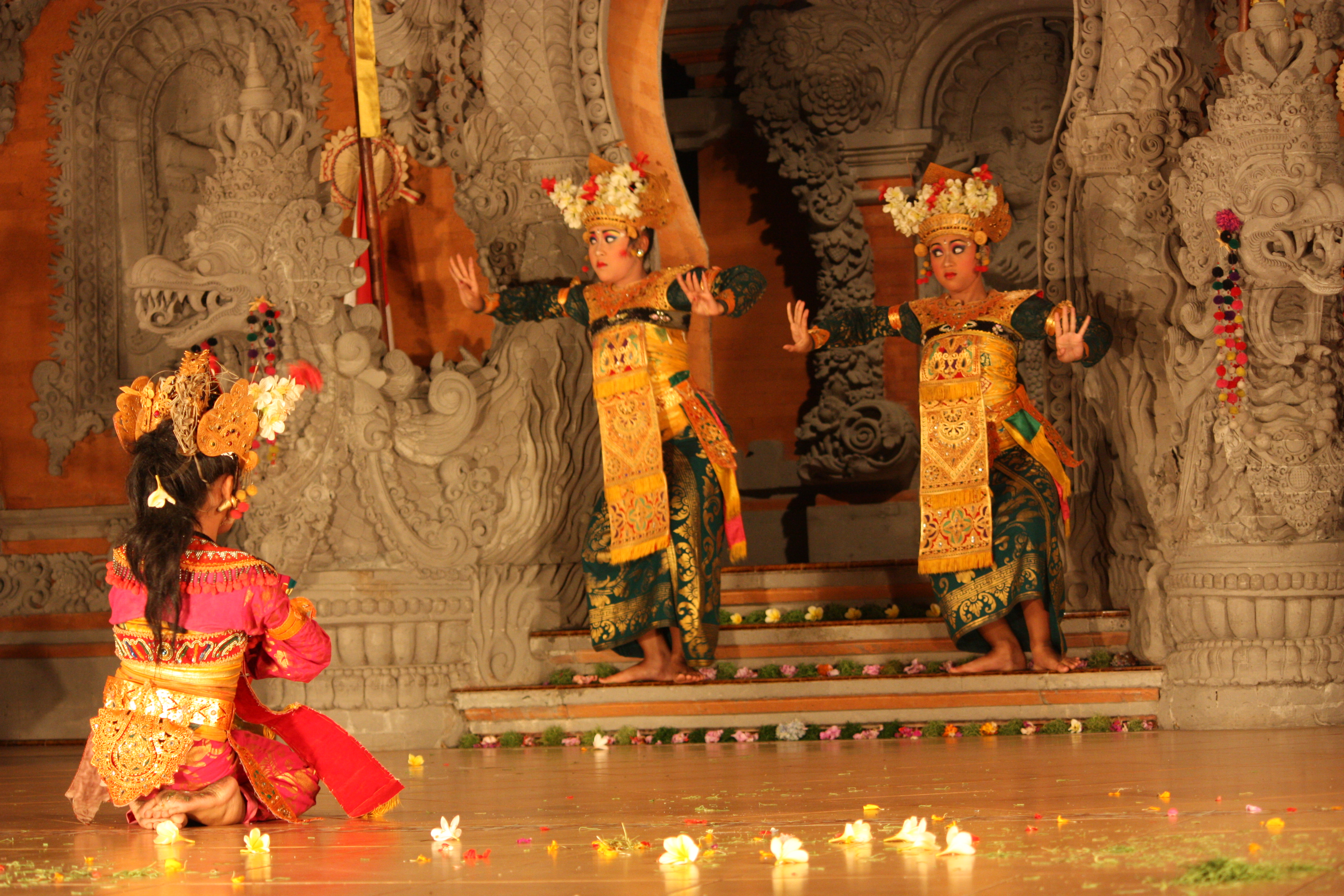
Danseuse de Condong (à gauche) et deux danseurs de legong

Le condong permet souvent d'introduire la danse legong : il est donc exécuté avant elle. Il est parfois accompagné des danses gambuh ou arja. Le personnage de condong, une servante, introduit des personnages de princesses. Certains ne sont pas balinais, comme compris Rangkesari, Ophélie et Miranda .
Dans les danses précédant les représentations de legong, la danseuse de condong entre sur scène en premier. La danseuse est souvent une jeune fille et ses mouvements prennent ce que l'ethnomusicologue Michael Tenzer qualifie de caractère « vif et intense ». Au début du legong, le danseur de condong peut danser avec les danseurs de legong , leur présentant des éventails avant de se retirer. Le condong dure environ un quart d'heure. Dans la forme legong lasem, le danseur condong porte des ailes de corbeau, ce qui prédit la disparition du Roi titulaire Lasem.
Comme pour les danses legong, le condong est accompagné du style de gamelan semar pangulingan . Il s'agit d'une série de courtes mélodies de 16 temps, au mètre gegaboran. Dans la danse du condong exécutée comme introduction au legong kraton, la musique se termine par un passage au batel mètre .

## Ouvrages cités
- (id) Lusiana Indriasari, « Ni Ketut Arini, Menari adalah Pengabdian » [« For Ni Ketut Arini, Dance is Devotion »], Kompas,‎ 5 janvier 2013 (lire en ligne [archive du 9 novembre 2014], consulté le 8 novembre 2014)
- (id) Utami Diah Kusumawati, « Tari Legong Condong, yang Klasik dan Antik » [« The Legong Condong Dance, Classic and Antique »], Jurnal Nasional,‎ 23 décembre 2012 (lire en ligne [archive du 9 novembre 2014], consulté le 8 novembre 2014)
- Leon Rubin et I Nyoman Sedana, Performance in Bali, New York, Routledge, coll. « Theatres of the world », 2007 (ISBN 978-0-415-33131-9, lire en ligne)
- (id) « Tari Condong Dipastikan Lestari di Bali » [« The Condong Dance will be Maintained in Bali »], Bali Post,‎ 12 mars 2007 (lire en ligne [archive du 9 novembre 2014], consulté le 8 novembre 2014)
- Intan Tanjung, « Stories within dances », The Jakarta Post,‎ 7 octobre 2012 (lire en ligne [archive du 9 novembre 2014], consulté le 8 novembre 2014)
- Michael Tenzer, Gamelan Gong Kebyar: The Art of Twentieth-century Balinese Music, Chicago, University of Chicago Press, coll. « Chicago studies in ethnomusicology », 2000 (ISBN 978-0-226-79281-1, lire en ligne)